# Finska mästerskapet i bandy 1908
Finska mästerskapet i bandy 1908 spelades 1908, och bestod av fyra lag. Det var också det första finska mästerskapet i någon lag-bollsport.

## Semifinaler
| Lag 1                        | Resultat  | Lag 2               |
| ---------------------------- | --------- | ------------------- |
| Polyteknikkojen Urheiluseura | 6–0 (3-0) | Sportklubben Unitas |
| Viborgs Hockeyklubb          | 1–4 (1-1) | IFK Helsingfors     |

## Final
| Lag 1                        | Resultat  | Lag 2           |
| ---------------------------- | --------- | --------------- |
| Polyteknikkojen Urheiluseura | 8–3 (5-3) | IFK Helsingfors |

## Slutställning
| Placering | Lag                          |
| --------- | ---------------------------- |
| 1.        | Polyteknikkojen Urheiluseura |
| 2.        | HIFK                         |
| 3.        | Viborgs Hockeyklubb          |
| 3.        | Sportklubben Unitas          |

### Fotnoter
1. ↑  ”Arkiverade kopian”. Arkiverad från originalet den 1 november 2012. https://web.archive.org/web/20121101074120/http://www.finbandy.fi/sjpl/index.php?section=82. Läst 29 april 2012.